# Quint Industries
Quint Industries Inc. war ein US-amerikanischer Hersteller von Automobilen.

## Unternehmensgeschichte
Das Unternehmen wurde am 27. Oktober 1988 in Santee in Kalifornien gegründet. Es war eine Niederlassung von Quint Industries Inc. aus Biloxi im Bundesstaat Mississippi, die am 7. Mai 1986 gegründet wurde und heute noch existiert. Abweichend werden auch die Orte San Diego in Kalifornien und Pascagoula in Mississippi genannt. Die Produktion von Automobilen und Kit Cars begann laut den Quellen bereits 1986. Dazu wurden zwei Projekte von Elite Enterprises übernommen. Der Markenname lautete Quint. 1989 endete die Produktion. Hardy Motors übernahm ein Projekt.

## Fahrzeuge
Der Laser 917 ähnelte dem Porsche 917. Die Basis bildete wahlweise ein Fahrgestell vom VW Käfer oder ein Rohrrahmen, der Motoren von Porsche, Wankelmotoren von Mazda sowie V8-Motoren aufnehmen konnte.
Der J2X als Nachbildung des Allard J2X hatte ein Fahrgestell aus Stahl und einen V8-Motor.
Der Laser Cobra war ein Nachbau des AC Cobra, ebenfalls mit V8-Motor. Die Radaufhängungen stammten vom Ford Mustang.